# Corydalus armatus
Corydalus armatus is een insect uit de familie Corydalidae, die tot de orde grootvleugeligen (Megaloptera) behoort. Een later synoniem is Corydalus quadrispinosus (Stitz, 1914). De soort komt voor in Zuid-Amerika. Het holotype van de soort wordt bewaard in het Museum für Naturkunde in Berlijn.